# ناحية بشارت
ناحية بشارت (بالفارسية: بخش بشارت) هي ناحية في مقاطعة أليغودرز التابعة لمحافظة لرستان في إيران. في تعداد عام 2006، كان عدد سكانها 9,907 نسمة في 1,673 عائلة. وهي منطقة ريفية تماما.